# Myrmecocichla tholloni
Chasco-congolês ou chasco-formigueiro-do-congo (Myrmecocichla tholloni) é uma espécie de ave da família Muscicapidae.
Pode ser encontrada nos seguintes países: Angola, República Centro-Africana, República do Congo, República Democrática do Congo e Gabão.
Os seus habitats naturais são: campos de gramíneas subtropicais ou tropicais secos de baixa altitude e campos de gramíneas de baixa altitude subtropicais ou tropicais sazonalmente húmidos ou inundados.